# Хольный, Георгий Александрович
Хо́льный Гео́ргий Алекса́ндрович (20 марта 1921, Москва — 24 июля 2013, Москва) — советский и российский кинооператор и режиссёр научно-популярных фильмов. Участник движения Сопротивления в годы Второй мировой войны.

## Биография
Родился в Москве, выпускник школы № 59. Осуществлению мечты о поступлени во ВГИК помешал так называемый «Ворошиловский призыв» — с октября 1939 года служил в Красной армии, радистом-разведчиком в войсках связи в Горьком.
В первые же дни Великой Отечественной войны 160-я Горьковская стрелковая дивизия была отправлена на Западный фронт, в том числе батальон связи Хольного. В июле 1941-го в результате боевых манёвров у рек Бася и Проня части 160-й сд оказались в окружении. При попытке выбраться в районе Рославля попал в плен. До весны 1943 провёл в минском лагере для военнопленных, затем был концентрационный Шталаг 326 (VI K) Зенне, Дора-Миттельбау, Шталаг VI A под Хемером. Активный участник движения Сопротивления, совершил несколько побегов, последний в марте 1945 года оказался удачным. После годовой спецпроверки в 215 стрелковом полку в июне 1946 года был демобилизован, вернулся в Москву в 1947 году.
…в фильме есть один герой, который покоряет и старых, и молодых, который заставляет забыть, что сидишь в тесном зале, который тревожит душу романтикам и даже почтенного возраста людей заставляет думать о путешествиях или хотя бы прогулках за город. Имя этому герою — Природа.
Окончил операторский факультет ВГИКа в 1952 году. Работал оператором на разных студиях, с 1956 года — на «Моснаучфильме» (в дальнейшем — «Центрнаучфильм»). В качестве кинооператора известен участием в съёмках первого отечественного панорамного фильма «Широка страна моя» (1958), а также работой над фильмами с участием животных.
С 1958 года преподавал во ВГИКе.
С 1960-х годов работал в качестве режиссёра-оператора, с 1965 года — режиссёр. Автор сюжетов для кинопериодики: «Альманах кинопутешествий», «Строительство и архитектура», «Хочу все знать». В 1979 году добился разрешения сделать фильм в память о жертвах фашизма «Цветы для Штукенброка» (1980), в результате чего побывал на братских могилах на месте бывшего лагеря в Западной Германии.
Завершив деятельность в кино, полностью посвятил себя общественной работе по реабилитации бывших военнопленных — репатриантов, в 1993 году возглавил созданную самими бывшими военнопленными Ассоциацию «Штукенброк», результатом деятельности которой стал Указ Президента Российской Федерации «О восстановлении законных прав российских граждан — бывших советских военнопленных и гражданских лиц, репатриированных в период Великой Отечественной войны и в послевоенный период».
<Г. Хольный> исключительно много сделал по вопросу реабилитации и защите прав бывших военнопленных. В настоящее время благодаря Г. А. Хольному действует совместное российско-германское общество «Цветы для Штукенброка» (Blumen für Stukenbrock).
С изданием ельцинского указа многие проблемы репатриантов остались, в частности игнорирование со стороны Российского комитета ветеранов войны. Хольный продолжал выступления в СМИ, совместно с историком М. Е. Ериным подготовил и издал монографию «Трагедия советских военнопленных» (2000).
Член КПСС с 1963 года, член Союза кинематографистов СССР.
Похоронен на Даниловском кладбище в Москве.

### Семья
- дочь — Галина Георгиевна Хольная (род. 1947), микробиолог;
- сын — Михаил Георгиевич Хольный (род. 1956), кинооператор.

## Фильмография
Оператор
- 1954 — Кристаллы (совместно с А. Кольцатым, Б. Эйбергом, А. Кудрявцевым)[20]
- 1955 — Операция на сердце
- 1956 — Башенный телескоп
- 1956 — Капитан «Старой черепахи»
- 1958 — Широка страна моя (в соавторстве)
- 1959 — Голубые песцы Пети Синявина
- 1959 — Звероловы[21]
- 1960 — Зелёный патруль
- 1961 — Оптика
- 1962 — Мезень — река северная[22]
- 1962 — Шедевры музея им. Пушкина
- 1964 — Отто Юльевич Шмидт (в соавторстве)
- 1966 — Болдинская осень 1830 года (совместно с А. Ибрагимовым)[23]
- 1966 — Мы и Солнце (в соавторстве)[24]
- 1966 — Первое чудо света
- 1967 — Зелёное дерево дружбы
- 1967 — Серебристые крылья (совместно с И. Акменом, Г. Афанасьевым)[25]
- 1968 — Артисты из джунглей
- 1968 — На орбите — качество
- 1971 — Монументы дружбы
- 1973 — Реюньон — остров креолов (совместно с Б. Маховым)[26]
- 1974 — Биологические ткани
- 1977 — Строительная физика — сегодня
- 1980 — Цветы для Штукенброка (совместно с И. Пунтаковым)
- 1989 — Две жизни доктора Алексеева[27]

Режиссёр
- 1967 — Москва / 10 минут над Москвой[28]
- 1967 — Зелёное дерево дружбы
- 1967 — Остров самоцветов
- 1968 — Артисты из джунглей
- 1971 — Коммунисты Цейлона
- 1971 — Краски Цейлона
- 1971 — Монументы дружбы
- 1971 — Цейлон — далёкий и близкий
- 1971 — Через 100 тоннелей к обезьянам (киноальманах «Звёздочка» № 10)
- 1972 — Горизонты Гвинеи
- 1973 — Реюньон — остров креолов
- 1974 — Биологические ткани
- 1974 — Проверено временем[29]
- 1975 — Сфинксы на Неве
- 1977 — Афганистан, километры и века
- 1977 — Океан электричества
- 1977 — Строительная физика — сегодня
- 1979 — Внимание, коррозия
- 1980 — Скалолом[30]
- 1980 — Цветы для Штукенброка
- 1981 — Защита без нападения[31]
- 1982 — Рабочий атом[32]
- 1983 — Электросила[33]
- 1984 — Механизация свиноферм[34]
- 1984 — Смазочно-охлаждающие жидкости[35]
- 1985 — Изучайте русский язык[36]
- 1985 — Учёные электрохимики – производству[37]
- 1986 — Объединённый институт ядерных исследований[38]
- 1988 — Автоматизированные деталепрокатные станы[39]
- 1989 — Две жизни доктора Алексеева
- 1990 — Земля и экология всему начало[40]
- 1990 — Производство семян кормовой свёклы. Производство семенной кормовой свёклы[41]
- 1991 — Картофель на 3-х сотках[42]
- 1991 — Тосненский эксперимент[43]

Сценарист
- 1971 — Коммунисты Цейлона (совместно с И. Болгариным)
- 1972 — Горизонты Гвинеи
- 1977 — Афганистан, километры и века
- 1991 — Картофель на 3-х сотках

## Награды
- медаль «За победу над Германией в Великой Отечественной войне 1941—1945 гг.» (9 мая 1945)[44]
- орден Красной Звезды (7 октября 1957)[5]
- орден Отечественной войны II степени (6 апреля 1985)[45]
- 12 медалей[6]

## Память
- документальный фильм с участием Г. Хольного — «Возвращение» (1995; РЦСДФ), режиссёр Е. Вермишева[46];
- Г. Хольный — один из героев документальной повести А. Овчинникова о съёмках фильма на озере Селигер «Ищу попутчика»[47];
- монография П. Поляна «Историмор, или Трепанация памяти» (2016) посвящена нескольким «рыцарям памяти», в том числе Г. Хольному[16].

## Комментарии
1. ↑  В дальнейшем совершал поездки в Вестфалию как активист движения бывших военнопленных[12].
2. ↑  Названа по месту расположения бывшего лагеря и одного из крупнейших на территории Германии мемориальных кладбищ советских воинов — в Штукенброк-Зенне (пригород Шлос-Хольте-Штукенброкк)[14].
3. ↑  В феврале 1995 года по горячим следам ельцинского указа № 63 Г. Хольный напоминал: «…Поторопитесь! Указ должен начать работать, пока ещё живы люди, которых он касается, пока ещё возможно хоть немного исправить причинённое зло»[16].